# Ishak Effendi
Hoca İshak Effendi (mort en 1835) est un mathématicien ottoman.
Né à Arta près de Ioannina, ville épirote en Roumélie (actuel territoire grec) dans une famille juive grecque, il devient Dönme par sa conversion à l'Islam et devient en 1815 professeur à l'école de mathématiques de l'Empire puis y prend la fonction de chef instructeur. Polyglotte, il est réputé avoir eu la maîtrise du grec, du turc, de l'hébreu, de l'arabe, du persan, du latin et du français. Son principal ouvrage est un compendium en quatre volumes de sciences physiques et de mathématiques qui permet pour la première fois aux étudiants turcs d'avoir accès à la mécanique, la physique et les mathématiques européennes. Il doit, pour ce faire, créer de nombreux néologismes servant à exprimer de nouveaux concepts, ce qui en fait le créateur de la plus grande partie de la terminologie scientifique en usage en Turquie jusqu'à une époque récente. En plus de ce travail, Hoca İshak se charge d'effectuer de nombreuses traductions dans le champ de la science militaire et de l'ingénierie. De 1823 (ou 1824) jusqu'à 1830, il sert de drogman (interprète) à la cour du sultan Mahmoud II, succédant à un autre mathématicien à ce poste, puis retourne à l'enseignement.
Il meurt en 1835 à Suez au retour d'un voyage en Arabie alors qu'il était parti faire le hajj à La Mecque et restaurer des installations à Médine.